# Argentína hívójelkörzetei
Argentína hívójelkörzetei tartományi határokhoz igazodnak. A tartományt a suffix 1. és/vagy 2. karaktere határozza meg.
Argentína számára az ITU az AY-AZ, LO-LW, L2-L9 hívójelprefixeket osztotta ki.

## Argentína hívójelkörzetei[1][2][3][4]
| Prefix  | Prefix  | Körzet   | Suffix[1]           | Hely/jelleg            |
| ------- | ------- | -------- | ------------------- | ---------------------- |
| AY      | AY      | [0,2..9] | *                   | Argentína              |
| AY      | AY      | 1        | *                   | Dél-Orkney             |
| AZ      | AZ      | [0..9]   | *                   | Argentína              |
| L[2..9] |         | [0..9]   | *                   | Argentína              |
| L[O..T] |         | [0..9]   | *                   | Argentína              |
| LU      |         | [0..9]   | [A..C]              | Buenos Aires (főváros) |
| LU      | LW      | [0..9]   | [D..E]              | Buenos Aires tartomány |
| LU      |         | [0..9]   | F                   | Santa Fe               |
| LU      | G[A..O] | [0..9]   | Chaco               |                        |
| LU      | G[P..Z] | [0..9]   | Formosa             |                        |
| LU      | LW      | [0..9]   | H                   | Córdoba                |
| LU      |         | [0..9]   | I                   | Misiones               |
| LU      | J       | [0..9]   | Entre Ríos          |                        |
| LU      | K       | [0..9]   | Tucuman             |                        |
| LU      | L       | [0..9]   | Corrientes          |                        |
| LU      | M       | [0..9]   | Mendoza             |                        |
| LU      | N       | [0..9]   | Santiago del Estero |                        |
| LU      | O       | [0..9]   | Salta               |                        |
| LU      | P       | [0..9]   | San Juan            |                        |
| LU      | Q       | [0..9]   | San Luis            |                        |
| LU      | R       | [0..9]   | Catamarca           |                        |
| LU      | S       | [0..9]   | La Rioja            |                        |
| LU      | T       | [0..9]   | Jujuy               |                        |
| LU      | U       | [0..9]   | La Pampa            |                        |
| LU      | V       | [0..9]   | Río Negro           |                        |
| LU      | W       | [0..9]   | Chubut              |                        |
| LU      | X[A..O] | [0..9]   | Santa Cruz          |                        |
| LU      | X[P..Z] | [0..9]   | Tierra del Fuego    |                        |
| LU      | Y       | [0..9]   | Neuquen             |                        |
| LU      | Z       | [0..9]   | Antarktisz          |                        |

## Lajstromjel
Vízi és légi járművek lajstromjelezéséhez az LV prefixet használják.